# Søndersø
Søndersø es un pueblo danés perteneciente al municipio de Fionia Septentrional de la isla de Fionia, en la región de Dinamarca Meridional.
Tiene 3112 habitantes en 2016, lo que lo convierte en la tercera localidad más importante del municipio tras Otterup y Bogense.
Se sitúa 10 km al noroeste de Odense, muy cerca del Aeropuerto de Odense.
Es sede de importantes empresas internacionales como la fabricante de snacks Orkla Confectionery & Snacks Danmark y la de modelismo ferroviario Heljan.